# 天蝎座N
HD 148703，又名CD-3411044，SAO 207732、HR 6143，是一颗恒星，视星等为4.23，位于銀經345.94，銀緯9.22，其B1900.0坐标为赤經16h 24m 50.7s，赤緯-34° 9.22′ 11″。